# Alison Mandel
Pour les articles homonymes, voir Mandel.
Alison Mandel Maturana (née le 5 juillet 1983 à Santiago) est une actrice, humoriste, écrivaine et metteur en scène chilienne.

## Filmographie
| Cinéma     | Cinéma                         | Cinéma                                                                                               | Cinéma        |
| Année      | Film                           | Rôle                                                                                                 | Réalisateur   |
| ---------- | ------------------------------ | --- | ------------- |
| 2004       | Promedio rojo                  | | Nicolás López |
| 2011       | Que pena tu boda               | Paulina Sandoval                                                                                     | Nicolás López |
| 2015       | Sin filtro                     | Emilia                                                                                               | Nicolás López |
| Télévision |                                | |               |
| Année      | Titre                          | Rôle                                                                                                 | Chaîne        |
| 2007-08    | Índigo                         | Ángela                                                                                               | Mega          |
| 2008       | Transantiaguinos               | Nataly "Naty" Montes                                                                                 | Canal 13      |
| 2008       | Comedor de diario              | Milagros Pérez Klein                                                                                 | Vía X         |
| 2010-2013  | El club de la comedia          | Elle-même / Various                                                                                  | Chilevisión   |
| 2010       | Teatro en Chilevisión          | Francisca (Épisode: "Mi cuñada me tiene ganas") Alejandra (Épisode: "Peor que pulga en... La Oreja") | Chilevisión   |
| 2012       | El late                        | Elle-même / Various                                                                                  | Chilevisión   |
| 2014       | Mujeres primero                | Elle-même (Invitée)                                                                                  | La Red        |
| 2014-2015  | Así somos                      | Panéliste                                                                                            | LaRed         |
| 2016       | Amores perros                  | Animatrice                                                                                           | Canal 13      |
| 2016       | Minas al poder                 | Animatrice                                                                                           | Chilevisión   |
| Théâtre    |                                | |               |
| Année      | Titre                          | Rôle                                                                                                 | Notes         |
| 2006       | Cierta femenina oscuridad      | |               |
| 2008       | La Sirenita (La Petite Sirène) | La Sirenita (La Petite Sirène)                                                                       |               |
| 2011       | 2010: Año de mierda            | |               |